# Bryże
Bryże (lit. Brižiai) − wieś na Litwie, w rejonie wileńskim, 8 km na północny zachód od Bujwidzów, zamieszkana przez 6 ludzi. Przed II wojną światową w Polsce, w powiecie wileńsko-trockim województwa wileńskiego.